# Nicola Zalewski
Nicola Zalewski (* 23. ledna 2002 Tivoli) je polský profesionální fotbalista, který hraje na pozici levého záložníka za italský klub AS Řím. Narodil se a vyrůstal v Itálii v rodině polských rodičů, na reprezentační úrovni hraje za polskou reprezentaci.

## Klubová kariéra
Zalewski debutoval za Řím 6. května 2021 v semifinále Evropské ligy proti Manchesteru United, když v 76. minutě vystřídal Pedra. V Serii A debutoval o tři dny později 9. května v domácím utkání proti Crotone.

## Reprezentační kariéra
Zalewski se sice narodil v italském Tivoli, ale nemá italské občanství. V seniorském týmu debutoval 5. září 2021 v kvalifikaci na mistrovství světa proti San Marinu, kde nastoupil v 66. minutě a v 94. minutě asistoval Adamu Buksovi, který zvýšil na 7:1 pro Polsko.